# Kálmán Tisza

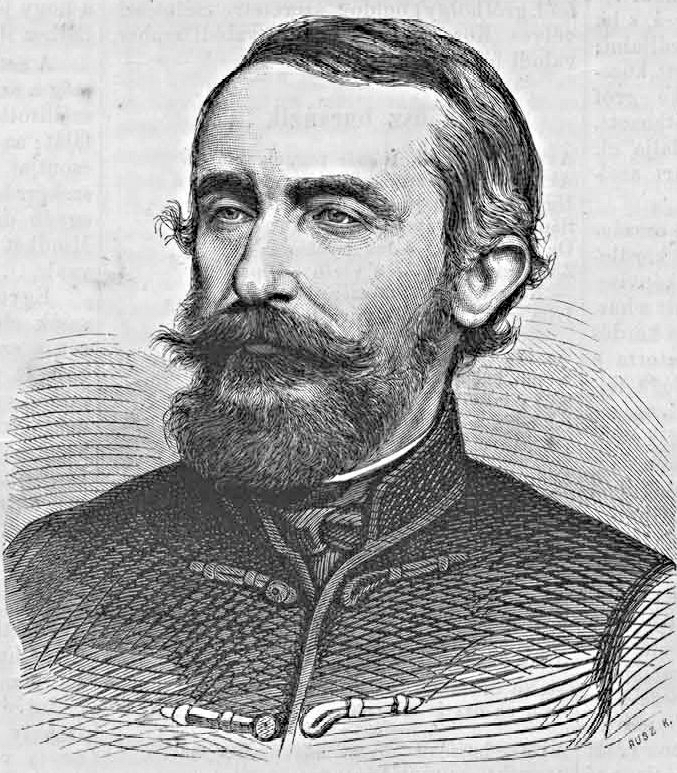
Kálmán Tisza.

Kálmán (Koloman) Tisza, född 16 december 1830 i Geszt, i Békés, död 23 mars 1902 i Budapest, var en ungersk statsman, far till István Tisza, bror till Lajos Tisza.
Tisza tillhörde en gammal reformert adelsfamilj, som innehar stora jordegendomar. Han anställdes 1848 i undervisningsministeriet under den revolutionära regeringens tid, ägnade sig efter vidsträckta utländska resor åt skötseln av sina gods och fäste först allmännare uppmärksamhet vid sig, då han som världslig kurator för Nagy-Szalontas protestantiska kyrkodistrikt uppträdde till försvar för evangeliska kyrkans frihet emot österrikiske ministern Leo von Thun-Hohensteins protestantpatent av 1 september 1859.
Tisza invaldes 1861 i ungerska riksdagen, där han genast intog en betydande plats som, jämte Ghyczy, efter László Telekis död ledare för det oppositionella partiet ("resolutionisterna"). 1865 blev han åter ledamot av riksdagen, och bildade tillsammans Ghyczy "vänstra centern", som upptog striden mot både det regeringsvänliga Deákpartiet och "1848 års mäns" ytterlighetsparti. I början en motståndare till 1867 års statsrättsliga uppgörelse med Österrike (Ausgleich), fogade "vänstra centern" sig dock snart i förhållandena, men yttrade skarpt sitt missnöje över det sätt, varpå Deákpartiet tillvaratog Ungerns politiska och finansiella intressen (sitt politiska program framlade han i de 1868 av partiet antagna Biharpunktationerna, Bihari pontok).
Slutligen skedde dock en förening emellan "Deákpartiet" och "vänstra centern" till ett liberalt samlingsparti ("de fria grundsatsernas parti", Szábadelvii párt), och Tisza inträdde mars 1875 som inrikesminister i Wenckheims ministär samt övertog 2 oktober samma år även posten som konseljpresident. Till följd av den häftiga opposition, som 1878 framträdde emot regeringens bankpolitik samt mot ockupationen av Bosnien och Hercegovina, ingav Tiszas kabinett sin avskedsansökan, men då alla försök att bilda en ny ministär misslyckades, utnämndes Tisza december 1878 åter till konseljpresident.
Sedan dess var Tisza premiär- och inrikesminister - med undantag av 1887, då han för en tid innehade finansportföljen - ända till 13 mars 1890, då han begärde och fick avsked. Orsaken till hans avgång låg i hans vägran att gå in på en motion om att återge Kossuth ungersk medborgarrätt - en rehabilitation, som var kejsaren-konungen personligen emot. Han fortfor emellertid till sin död att som regeringsvänlig partiman utöva ett betydande, under hans sista år dock sjunkande, parlamentariskt inflytande.
Tisza kan sägas ha stadgat det parlamentariska systemet i Ungern, och om landets förvaltning och finansväsen inlade han stor förtjänst. Han var en stark anhängare av den tingens ordning, som 1867 grundlades emellan Österrike och Ungern, och av Österrikes sedan 1870 förtroliga förbindelse med Tyskland. Med kraft hävdade han den ungerska statens nationella enhet och motarbetade i samband därmed konsekvent varje kraftigare utveckling hos de icke-magyariska nationaliteterna inom Ungern.